# Resolução 230 do Conselho de Segurança das Nações Unidas
A Resolução 230 do Conselho de Segurança das Nações Unidas aprovada em 7 de dezembro de 1966, depois de examinar a aplicação da Barbados para integrar as Nações Unidas, o Conselho recomendou à Assembléia Geral que Barbados fosse admitida.